# Ziegenhardt
Ziegenhardt ist eine Ortschaft in der Stadt Waldbröl im Oberbergischen Kreis im südlichen Nordrhein-Westfalen, Deutschland innerhalb des Regierungsbezirks Köln.

## Geografie
Das Dorf liegt am Waldbrölbach, einem Nebenfluss der oberen Bröl auf einer Höhe von etwa 215 m ü. NHN und ist circa 4,8 km südwestlich vom Stadtzentrum Waldbröls entfernt. Die Gemarkung Ziegenhardt grenzt im Westen an die Gemeinde Nümbrecht, etwa 0,5 km nördlich liegt Gut Rottland.
Die Bundesstraße 478 (Hennef – Waldbröl) streift den Ort im Süden. Linienbusse verbinden Ziegenhardt mit Waldbröl, Hennef (Sieg) und Nümbrecht.

## Geschichte

### Vor 1825: Landesherrliches Pachtgut

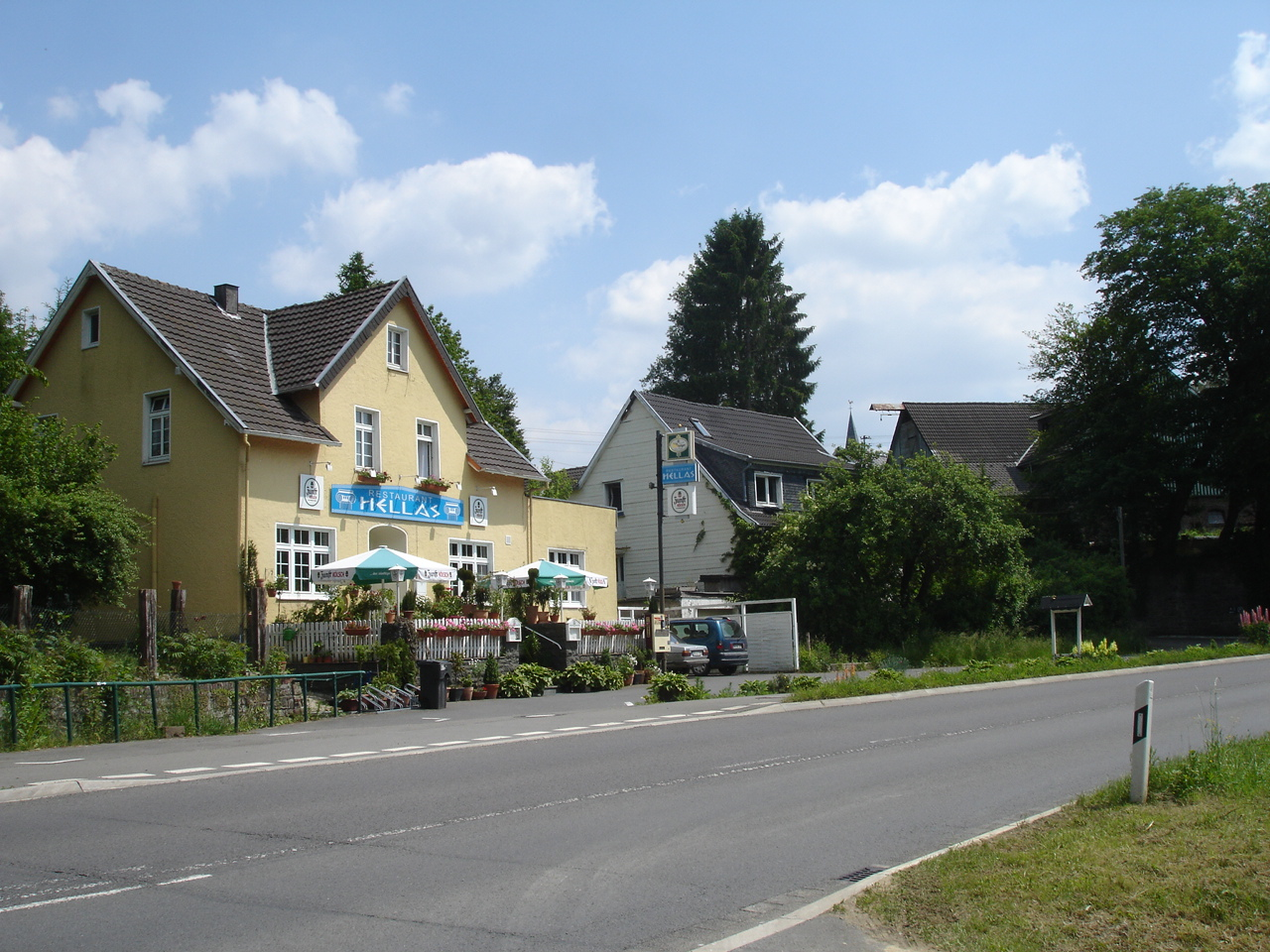
Blick von Süden auf die Häuser an der Brölstraße

Um 1450 wurde der Ort erstmals urkundlich erwähnt, als die Brüder Teilgin u. Guert von der Zegenhart gegen Peter Hungerkusen klagen. 1486 wird auch die dortige Mühle genannt: Eberhard Graf von Wittgenstein und seine Frau Margarethe verpachten hoff und mole in der tzegenhart an den bergischen Erbmarschall Bertram von Nesselrode und seine Frau Margarethe. Seit dieser Zeit wurden Hof und Mühle durch den jeweiligen Landesherrn in Zeitpacht vergeben. Anfangs durch die Grafen zu Wittgenstein und die Grafen von Sayn als Herren von Homburg, 1609 bis 1788 durch die Pfalzgrafen von Neuburg und Kurfürsten von der Pfalz als Herzöge von Berg und 1816 letztmals durch den König von Preußen. Die Pachtzeit betrug 6, 12 oder 16 Jahre, seit 1741 24 Jahre. Im 18. Jahrhundert waren Hof und Mühle durchgehend an die Familie Schenck verpachtet, 1815 an Wilhelm Christian Burghardt, der in diese Müllerfamilie eingeheiratet hatte.

### 1825 bis um 1900: Eigentum der Familie Burghardt

Stammhaus Burghardt (19. Jh.) mit dem Mühlenteich („Kluus“), links die Mühle

1825 ersteigerten die Brüder Wilhelm und Anton Burghardt die preußische Domäne Hof und Mühle zu Ziegenhard für 750 Taler. Durch Erbteilungen unter ihren Nachkommen und Verwandten (Schenck, Schmidt, Wirges) wurde der Hof fortgesetzt parzelliert und am Ende des 19. Jahrhunderts teilweise an zugezogene Familien (Steckelbach, Ottersbach) verkauft. Da die Landwirte der umliegenden Orte nicht mehr, wie vor 1806, gezwungen waren, ihr Korn in Ziegenhardt mahlen zu lassen, wurde die Mühle im 19. Jahrhundert zunehmend bedeutungslos. Wilhelm Burghardt war Uhrmacher, sein Sohn richtete im alten Pächterhaus eine Gaststätte ein, die noch heute an der Brölstraße vorhanden ist.
Beim Bau der ältesten mit Dampf betriebenen Schmalspurbahn Deutschlands zwischen Hennef und Waldbröl wurde 1870 in Ziegenhardt eine Bedarfshaltestelle eingerichtet. Der Betrieb dieses „Brölbähnchens“ der Rhein-Sieg-Eisenbahn wurde 1953 eingestellt.

Johann Wilhelm Burghardt (1824–1900), Stammvater der Burghardt zu Ziegenhardt[6]
Anton Burghardt (1838–1919) Stammvater der Burghardt zu Waldbröl[7]
August Burghardt (1869–1942), Schmiedemeister zu Ziegenhardt[8]
Christian Burghardt (1870–1945) aus Ziegenhardt[9]

### 20. Jahrhundert: Handel und Handwerk

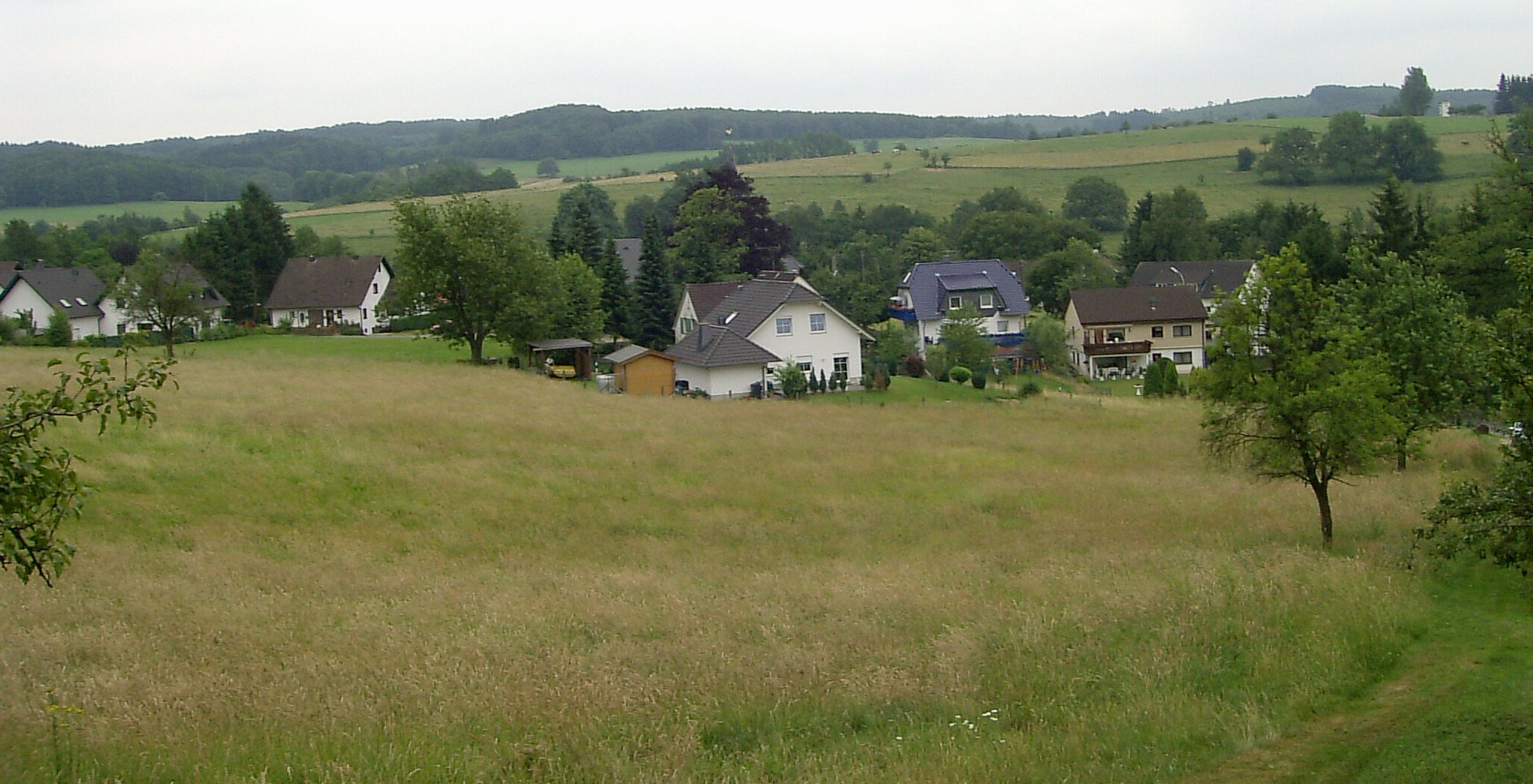
Blick von Norden auf die 1965–2000 errichtete Häuser am Kirchweg

Da das Eigentum an landwirtschaftlichen Flächen nicht mehr für den Unterhalt einer Familie ausreichte, waren die Bewohner seit dem Beginn des 20. Jahrhunderts gezwungen, ein Handwerk auszuüben oder Tätigkeiten in auswärtigen Betrieben aufzunehmen. So entstanden in Ziegenhardt eine Schmiede, zwei Lebensmittelläden, eine Schuhmacherwerkstätte, nach 1950 ein Traktoren- und Autohandel mit Tankstelle, ein Elektroinstallationsgeschäft. Mehrere Männer waren als Gleisbauarbeiter, Schaffner und Busfahrer bei der Rhein-Sieg-Eisenbahn tätig. Hannes Steckelbach und sein Sohn Gottfried waren weithin bekannte Viehhändler. Die Jahre 1935–1960 waren eine besondere Blütezeit, zunächst durch die wirtschaftlichen Aktivitäten des Reichsarbeitsministers Robert Ley auf dem benachbarten Gut Rottland, dann durch mehrere Familien, die vor den angloamerikanischen Bombenangriffen auf Köln geflohen waren.

## Katholische Volksschule (1857–1967)

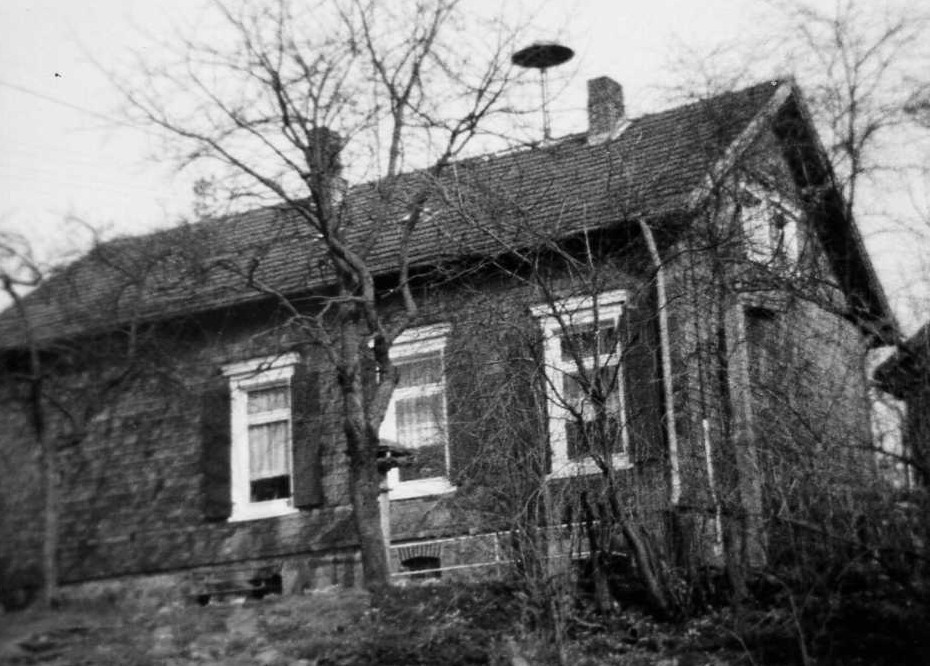
Ehem. Kath. Volksschule (Foto um 1970)

1857 wurde im Stammhaus Burghardt an der Brölstraße der erste Klassenraum der neu gegründeten katholische Volksschule eingerichtet, erst 1888 wurde ein eigenes Schulgebäude errichtet. Der Schulbezirk umfasste neben Ziegenhardt die Orte Bech, Pulvermühle, Ober- und Niedergeilenkausen, Propach, Neuenhähnen, Wippenkausen, Bladersbach, Niederhausen, Rossenbach, Homburgerhahn und Rottland. Häufig wurden in der einklassigen Schule mehr als 50 Kinder unterrichtet, aber erst 1957 wurde ein moderner Anbau errichtet. Im Verlaufe der Auflösung der sogenannten „Zwergschulen“ wurde 1967 auch die Schule in Ziegenhardt geschlossen und das Gebäude zehn Jahre später privatisiert.

## Kath. Kirche St. Konrad von Parzham (seit 1936)

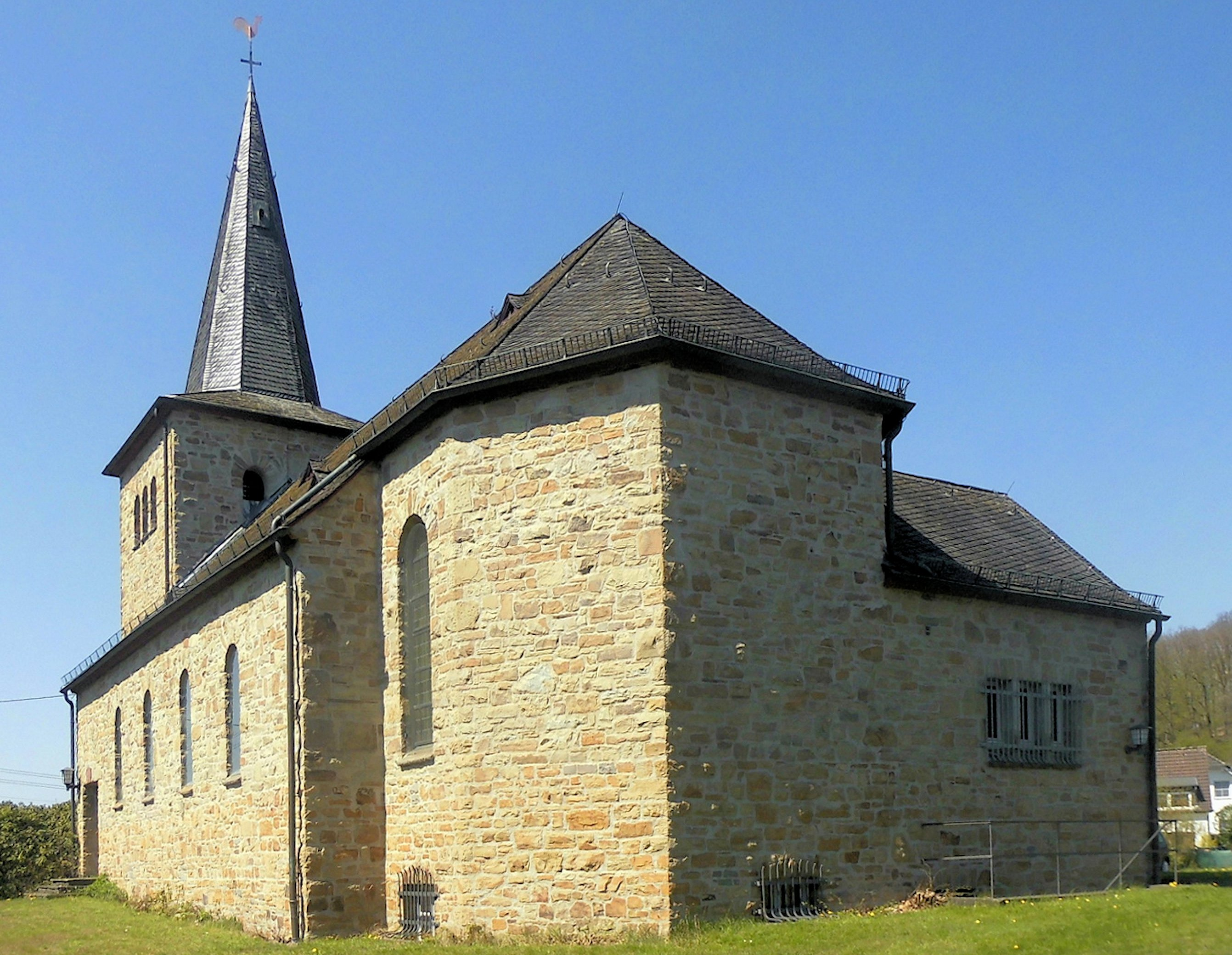
Kath. Kirche St. Konrad von Parzham

Skulptur des Hl. Antonius in der Kirche zu Ziegenhardt

Ziegenhardt galt neben Brenzingen schon im 18. Jahrhundert als „Hort des Katholizismus“ in der sonst fast vollständig lutherischen Gemeinde Waldbröl. 1901 vermachte eine wohlhabende Kölner Witwe 6000 Mark und ihre überwiegend in Ziegenhardt liegenden Grundstücke der katholischen Pfarrgemeinde Waldbröl mit der Auflage, diese bei einem späteren Bau einer Kirche in Ziegenhardt zu verwenden.
Durch die Initiative des Waldbröler Pfarrers Küppers und seines Kirchenvorstands konnte 1936 der dem heiligen Konrad von Parzham geweihte Kirchbau in nur acht Monaten fertiggestellt werden. Im Totenzettel des Ziegenhardter Schmiedemeisters August Burghardt von 1941 heißt es: „Seit 1926 gehörte er dem Kirchenvorstand an. Sein Hauptstreben war, mit dafür zu sorgen, daß das untere Kirchspiel eine Kirche bekam, was 1936 auch gelang. Die dann errichtete Konradkirche in Ziegenhardt war sein Stolz und seine Freude.“. Kirchenrechtlich gehören zu diesem „unteren Kirchspiel“ neben Ziegenhardt die Orte Bech, Bladersbach, Hillesmühle, Neuenhähnen, Niedergeilenkausen, Niederhausen, Obergeilenkausen, Pulvermühle, Rossenbach, Rottland und Segenborn.
Zwei der drei Glocken im Turm der Ziegenhardter Kirche stammen aus Schlesien, die größere aus Marschwitz/Marsovice (1611 von Jakob Getz gegossen), die kleinere aus Neumarkt (1734 von Jacob Krampferd aus Breslau). Die dritte Glocke (von 1803) war bis 1916 die Schiffsglocke eines deutschen Kriegsschiffs und wurde 1936 von Wilhelm Weiper gespendet.

### Kirchenchor „Cäcilia“
Der in den frühen 1940er Jahren gegründete Kirchenchor wurde 1970 mit dem Waldbröler Kirchenchor „St. Cäcilia“ vereinigt. Neben der Schule, der Kirche und der Borromäus-Bibliothek (in der Kirche) gehörte er zum kulturellen Leben des Ortes und des Pfarrbezirks.

### Jährlicher Höhepunkt
Seit schon vielen Jahren verbringt die Katholische Pfarrjugend Christ König, Bonn-Holzlar ihr jährlich stattfindendes Pfingst-Zeltlager in Ziegenhardt.

### Vereine
- Dorfgemeinschaft Ziegenhardt
- Friedhofsverein Ziegenhardt e. V.

## Der Dichter „W. C. Burghard“ (1824–1909)
Der 1824 in Ziegenhardt geborene Wilhelm Christian Burghardt, ein Sohn des oben genannten Anton B., erlernte den Beruf eines Landvermessers, was für sein Lebensumfeld sehr ungewöhnlich war. Da er unverheiratet blieb, konnte er sich intensiv dem Schreiben von Gedichten und kleinen Prosastücken zuwenden. Seinen ersten Band „Gedichte“ veröffentlichte er unter einem Pseudonym, da er sich – neben moralisierender Lyrik – unverhohlen zur Revolution von 1848/49 bekannte. Seine weiteren vier Veröffentlichungen (1853–1866) entstanden in Ziegenhardt, bevor er 1872 nach dem Tod seines Vaters zu seinem Bruder Anton nach Waldbröl zog, wo dieser eine – heute noch existierende – Metzgerei und Gaststätte führte. Dort wohnte er bis zu seinem Tod 1909. Seine Werke erschienen ab 1853 unter dem Autorennamen „W. C. Burghard“.
Werke:
- Eudämonistischer Leitfaden durch das Leben, Ziegenhardt 1853, gedruckt Waldbröl 1853.[23]
- Gedichte. Zweites Heft, Ziegenhardt 1858, gedruckt Mülheim a. Rh. 1858.[24]
- Gedichte, Viertes bis Sechstes Heft, Siegburg 1866, 1878 u. 1883.[25]
- Erzählungen und Gedichte (= Heft VII der Reihe „Gedichte“), Siegburg 1887.[26]
- Gedichte, Achtes und Neuntes Heft, handschriftlich, Waldbröl 1903–1904.